# エドゥアルト・ジーファース
エドゥアルト・ジーファース（Eduard Sievers、1850年11月25日 - 1932年3月30日）は、ドイツの言語学者、文献学者、音声学者。ゲルマン語文献学の学者として、非常に広い範囲の研究を行った。また青年文法学派の代表的な学者のひとりであり、とくに音声学や韻律の研究で知られる。

## 生涯
ジーファースはヘッセン州ヴァールスブルクのリッポルツベルク(de)に生まれた。1867年にライプツィヒ大学に入学し、ゲオルク・クルツィウス、アドルフ・エーバート、アウグスト・レスキーンに西洋古典学とドイツ語文献学を学んだ。フリードリヒ・ツァルンケの指導の下、1870年に論文『タチアヌス研究』(Untersuchungen über Tatian)によって博士の学位を取得した。
ベルリン大学で古英語を学び、オックスフォードとロンドンで古英語と古高ドイツ語の写本を研究した後、1871年、21歳でイェーナ大学のゲルマン語・ロマンス語文献学の教授の職についた（はじめ員外教授、1876年に正教授に昇任）。1883年にはテュービンゲン大学、1887年にハレ大学、1892年には母校のライプツィヒ大学に移った。
ジーファースはヘルマン・パウル、ヴィルヘルム・ブラウネとともに1874年にパウル・ブラウネ誌(Beiträge zur Geschichte der deutschen Sprache und Literatur)を創刊した。
1922年に退官し、1932年にライプツィヒで没した。

## 主な業績

### 音声学
1876年に『音声生理学綱要』(Grundzüge der Lautphysiologie)を出版した。1881年に『音声学綱要』(Grundzüge der Phonetik)と改題された第2版が出版され、生前に第5版（1901年）まで出版された。その間に分量は2倍以上に増えた。
- Grundzüge der Lautphysiologie zur Einführung in das Studium der Lautlehre der indogermanischen Sprachen. Leipzig: Breitkopf und Härtel. (1876)（初版）
- Grundzüge der Phonetik zur Einführung in das Studium der Lautlehre der indogermanischen Sprachen. Leipzig: Breitkopf und Härtel. (1901)（5版）

青年文法学派の取り扱う問題は音変化に関するものが多く、その説明のために音声そのものの学問的研究が必要とされていた。ジーファースの著書はその意味でもっとも重要な著作であった。
第2版以降は初版と内容が大きく異なり、イギリスの音声研究者であるアレクサンダー・ジョン・エリスやヘンリー・スウィートの影響を受けて生理学から離れ、より言語学的に変化している。題名の変更もそれを反映している。
服部四郎は、この著書について「古いけれども、当時までの音声学的業績の集大成であり、今日においても立派な参考書としてその価値を失っていない」と評する。
この書籍で、ジーファースは音変化をまず個人または数人が開始し、それを周辺の人がまねることで起きると説明している（1901年版723節）。これはフーゴー・シューハルトの考えと共通する。また言語を体系として研究することの重要性を指摘し、後にいう音素に近い考え方をするなど、20世紀言語学に近い考え方をしている。
音声学関係の書物にはほかに『音響分析の目的と方法』がある。
- Ziele und Wege der Schallanalyse. Heidelberg: Carl Winter's Universitätsbuchhandlung. (1924)

### 韻律と音法則
ジーファースは早くからアクセントや韻律の研究の必要性を主張し、ヴェルナーの法則をヴェルナー以前に発見している。
『パウル・ブラウネ誌』第5巻(1878)に載せた論文「ゲルマン語のアクセントおよび音の法則について」第3章「Zum vocalischen Auslautsgesetz」において、ゴート語の harjis （軍人）と hairdeis （羊飼い）で語尾が異なり、また動詞の二人称単数形でも nasjan （救う）が nasjis になるのに sōkjan （探す）は sōkeis と異なる語尾を持つ現象を論じ、ヴェーダ語にも同様の現象が見られることから、ジーファースは「長い（重い）音節」、すなわち閉音節または長母音で終わる音節に後続する語尾の *j が *ij に変化するという法則を導きだした。これをジーファースの法則と呼ぶ。この法則は後にフランクリン・エジャートンによって拡張された。
- “Zur Accent- und Lautlehre der germanischen Sprachen”. Beiträge zur Geschichte der deutschen Sprache und Literatur 5:  63-163.

韻律に関する代表的な著書に『古ゲルマン語の韻律』がある。
- Altgermanische Metrik. Halle: Max Niemeyer. (1893)

1901年から1919年にかけて大著『韻律論研究』（全4巻）を著している。
- Metrische Studien. 1. Leipzig: B. G. Teubner. (1901) 巻2 巻3

ジーファースは書物を中心とした従来の「目の文献学」(Augenphilologie)に対して、音声による生きた言葉を対象とする「話と耳の文献学」(Sprech- und Ohrenphilologie)を提唱した。この考えはロシア・フォルマリズムに大きな影響を与えた。
- Rhythmisch-melodische Studien. Vorträge und Aufsätze von Eduard Sievers. Heidelberg: Carl Winter's Universitätsbuchhandlung. (1912). p. 78（バイエルン州立図書館デジタルライブラリー）

### 文献学
ゲルマン語文献学者としての研究範囲は古いテキストの校訂から近代諸言語の文法、方言にいたるまで幅広い。中世ドイツ語や古英語の文学研究、ルーン文字刻文の研究の論文を書いている。また古英語文法の研究書を出版している。
- Angelsächsische Grammatik. Halle: Max Niemeyer. (1882)（古英語文法）
- Abriss der angelsächsischen Grammatik. Halle an der Saale: Max Niemeyer. (1895)（古英語文法概要）

『古英語文法』は早く英訳されている。
- An Old English Grammar (3rd ed.). Ginn & Company. (1903) [1885]

シュタインマイヤー(Elias von Steinmeyer)と共著で古高ドイツ語語彙集（Die althochdeutschen Glossen、全5巻、1879-1922。StSGと略称）を編纂している。
- Die althochdeutschen Glossen. 1. Berlin: Weidmannsche Buchhandlung. (1879) 巻2 巻3 巻4 巻5

ヴィルヘルム・トムセンらの書物をデンマーク語からドイツ語に翻訳している。
ジーファースはブリタニカ百科事典の「印欧語比較文献学」や「ドイツ語」などの項目を執筆した。